# Vithalsad parakit
Vithalsad parakit (Pyrrhura albipectus) är en fågel i familjen västpapegojor inom ordningen papegojfåglar.

## Utseende och läte
Vithalsad parakit är en 24 cm lång bjärt färgad och tydligt tecknad parakit. Den har sotfärgad hjässa, på bakre delen med ljusgrå fjäderkanten. I pannan syns ett tunt rödaktigt band. Kinderna är gulgröna och fjälliga, medan örontäckarna är orangefärgade. Vidare har den ett vitt halsband, gult bröst och grönt på resten av undersidan. Vingarna är gröna med rött på vingknogen och handpennetäckarna men blått på handpennorna. Stjärten är grön med dovt röd undersida. Bland lätena hörs snabba "screet screet" i flykten och tjirpande under födosök.

## Utbredning och systematik
Fågeln förekommer i fuktigt lågland i sydöstra Ecuador. Den behandlas som monotypisk, det vill säga att den inte delas in i några underarter.

## Status och hot
Vithalsad parakit har en liten världspopulation bestående av uppskattningsvis endast 1 500–7 000 vuxna individer. Den tros också minska i antal till följd av habitatförlust. Den är därför upptagen på internationella naturvårdsunionen IUCN:s röda lista över hotade arter, kategoriserad som sårbar (VU).